# 詩之本めぐみ
詩之本 めぐみ（しのもと めぐみ、7月5日 - ）は、日本の女優、歌手。神奈川県横浜市出身。アイドルグループ「Luce Twinkle Wink☆」の元メンバー。

年齢非公開、身長は147cmのB型。蟹座。旧称・錦織めぐみ（にしきおり めぐみ）。

## 人物
- 愛称は「めめ」「めめたん」「めっめ」など
- アイドル時代のキャッチフレーズは【子猫顔の最強おちび】
　愛乙女★DOLL研究生時代は【みんなをネバーランドへ連れてってあげる あなたの小さなティンカーベル めめたんこと錦織めぐみです】
　らぶ☆けんルーチェ以降は【みんなのーあなたのー最強＼おちびー！／ちっちゃくたって踊れるもん 小悪魔ちゃんの二次元ボイス めめたんこと錦織めぐみです】である。
- 趣味は映画鑑賞、アニメを部屋で見ること、旅行、ダンス、漫画を読む、裁縫、 猫と遊ぶ、作詞
- 好きな食べ物はクレープ、味噌汁、ゴーヤチャンプルー
- 好きなアーティスト・アイドルは浜崎あゆみ、中川翔子、fripSide、GARNiDELiA、鈴木このみ、悠木碧
- 好きなアニメはカードキャプターさくら、D.Gray-man、NARUTO、進撃の巨人、ポケットモンスター、天元突破グレンラガン、CLAYMORE、文豪ストレイドッグス、
- 担当色：Hydrangea時代（5人）黄緑→（3人）青 / Cheers→青 / ルーチェ、マリーメトロノーム*→黄色
- 猫が大好き。ペットの猫の名前はむぎ(♂)、ソラ(♀)、ピケ(♂)、あんず(♂)。他にもつゆという名の猫を飼っていた。現在はピケのみを飼っている。(他の猫は実家とのこと。)ピケ殿、ピケちゃんなどの愛称で呼んでいる。
- 姉が1人いる。
- 嫌いなものは虫と魚介類と観覧車。
- 実は興奮すると(メンバー談)、すぐキャー！ワァー！！など叫ぶ癖がある。
- 結婚したい人像は『クレヨンしんちゃん』野原ひろし
- 狩野英孝が大好きである。

## 経歴 ・メディア出演

### 2009年
- 雑誌 「S Cawaii!」の姉妹雑誌で、現在廃刊になっている 「Cawaii!」の読者モデルとして活動していた。
- また一時期、 東京ディズニーシーのドックサイドステージにてパフォーマンスをしていたこともあった。

### 2011年
- 6月11日 アイドルユニットHydrangea(ハイドレンジャ)の2期生として加入。

### 2012年
- 9月22日 Hydrangea解散。
- 11月5日 テレビ東京「ちょこっとアイドル育成バラエティ スタート・スター」レギュラー出演。芸人のオードリーが MCをつとめた。
- 12月3日 「スタート・スター」エンディングテーマ曲「PPPP!!」MV出演
- 12月20日 ニンテンドー3DS「アクリルパレット 〜彩りカフェ・Cheers〜」出演

### 2013年
- 5月17日 ArcJewel所属・愛乙女★DOLL研究生として加入

### 2015年
- ニンテンドー3DS 雷子 朱桓 役[1][2][3]
- Luce Twinkle Wink☆としてNBCユニバーサル・エンターテイメントジャパンからメジャーデビュー(オリコンウィークリー12位) 2015.11.25
- Japan Expo(フランス)  -7月2日〜5日 出演

### 2016年
- 短編映画『堕ちる』ヒロイン地下アイドル・めめたん役 (9月10日 きりゅう映画祭初上映)
- 短編映画『堕ちる』(10月30日渋谷LOFT9にて都内初上映※1部トークゲスト出演)(アンコール上映11月5日渋谷LOFT9にて衣装展示会)
- 秋葉原フリーペーパー誌あきかるのレギュラーモデルに就任。
- fripSide『infinite synthesis 3』のツアーにダンサーとして出演。

### 2017年
- BS12  BOOCK STAND.TV「ニッポンお仕事図鑑～匠の仕事～」- インタビュアー
- 「DESTINY CHILD(デスティニーチャイルド)」 アムブロシア 役
- 「陰陽おとぎソール」 ファランクス／アモール役
- Animelo Summer Live 2017 -THE CARD-  -8月26日 出演
- ANIMAX MUSIX 2017  -11月23日 出演

### 2018年
- .yell plus × 雑誌「Tokyo Walker」の企画で見事1位に輝き、春の苺狩り企画に掲載
- 雑誌「MARQUEE」にて『めめたんの☆最強おちびダイアリー☆』 連載
- 「ナイツクロニクル」 エリー 役
- ANIMAX MUSIX 2018  -11月17日 出演
- BSフジ「ジャパコン Project 二次元領域拡大通信」  -ナレーション
- ルーチェ楽曲として黒須克彦氏による「Let me cry」の作詞をつとめる。

### 2019年
- 1月14日 アイドルグループLuce Twinkle Wink☆を卒業
- 3月31日 少女☆歌劇 レヴュースタァライトオーケストラ ライブ"Starry Konzert" -ナレーション

### 2020年
- 2月2日 ArcJewel退所[4]
- 2月12日 - 17日 シューティング歌劇「ゴシックは魔法乙女」（新宿村LIVE）- ルベリス 役[5]
- 4月15日 BASEにてオンラインショップ 開設[6]
- 6月2日 公式YouTubeチャンネル 開設
- 7月5日 ソロデビュー1stシングル『プラスチック・アラーム』発売[7]
- 12月26日 自身初の主催ライブを開催

### 2021年
- 7月15日 クレヨンしんちゃん 「オラと博士の夏休み」〜おわらない七日間の旅〜 - ひのやまララコ 役

### 2022年
- 9月13日、「マリーメトロノーム*」を結成、リーダーとして黄色を担当する[8]。29日にCLUB CITTA'で開催されたKAWASAKI RAGAZZE☆FESTA（らが☆ふぇす）にてデビュー[9][10][11]。

### 2024年
- 6月9日、マリーメトロノーム*を脱退。

### 2025年
- 1月、芸名を詩之本めぐみに改称[12]。
- 2月15日、「びあ❤︎ぷり Be a Princess!」に加入。

## Web出演
- 『彩りカフェ』（2012年12月11日、Ustream）
- 『アクリルパレット放送局』（2012年12月29日、ニコニコ生放送）
- 文化放送 超! A&G+ ARTIST ZONE THE CATCH宇佐美幸乃、錦織めぐみメインパーソナリティ（2016年4月5日 - 、超!A&G+）
- なでしこ童話vol.1 ～白雪姫～ オンライン配信イベント（2020年11月28日）

## 楽曲・CD
畑亜希 作詞・作曲
- PPPP!!（「ちょこっとアイドル育成バラエティ スタート・スター」エンディングテーマ、ニンテンドー3DS「アクリルパレット 〜彩りカフェ・Cheers〜」オープニング曲）
- 初恋CEREMONY（ニンテンドー3DS「アクリルパレット 〜彩りカフェ・Cheers〜」エンディング曲）

2015年
- Luce Twinkle Wink☆ ／『恋色♡思考回路』(To Loveる ダークネス トゥループリンセス)主題歌

2016年
- Luce Twinkle Wink☆ ／ 『1st Love Story』( 東京MX系列 4月5日〜放送 「ネトゲの嫁は女の子じゃないと思った？」オープニング主題歌

| # | 発売日 | タイトル | 収録曲 | 品番 | 備考 |
| - | ------ | -------- | ------ | ---- | ---- |

## 舞台
- アリスインプロジェクト「続・魔銃ドナー〜アーティフィシャル ダイアリシス〜[13]」（2018年4月11日 - 15日、新宿村LIVE） - 吾妻レイカ 役
- スクウェア・エニックス「プロジェクト東京ドールズ」（2019年2月27日 - 3月10日、新宿村LIVE） - アヤ 役 (奥野香耶とWキャスト)
- ディアステージ×トキヲイキル プロジェクト「四月の霊」 - 花村智子 役
  - 東京公演（2019年4月26日 - 29日、新大久保・R'sアートコート）
  - 福岡公演（2019年5月23日 - 26日、博多・ぽんプラザホール）
- アリスインプロジェクト「真約・魔銃ドナー[14]」（2019年8月7日 - 16日、池袋・シアターKASSAI） - 吾妻レイカ 役
- ネクス・マネージ×劇団☆ディアステージ「マジカル・リバース・ワールド2019[15]」（2019年9月26日 - 10月2日、ラゾーナ川崎プラザソル） - 北の魔法使い ミグーメ（メグミ） 役
- オフィス・インベーダー「レジスタンスイレブン ～ガールズ版～[16]」（2019年10月13日 - 14日、東京映画・俳優&放送芸術専門学校ホール）
- Hiroko Tokumine「Hiroko Tokumine Collection Show 2019 ～桜姫と藤の木の精～」（2019年10月26日、ホテルスプリングス幕張）
- アリスインプロジェクト「アリスインデッドリースクール コネクト[17]」（2019年11月7日 - 10日、新宿村LIVE） - 竹内珠子 役[18]
- ILLUMINUS「純血の女王[19]」（2019年12月18日 - 22日、六行会ホール） - バーバラ 役
- オフィス・インベーダー「レジスタンスイレブン ～バレンタインを守り抜け！～[20]」（2020年2月9日、コフレリオ新宿シアター）
- Charm（シャルム）「Idea（イディア） これから始まる物語」（2020年3月19日 - 22日、池袋・シアターグリーン BASE THEATER） - アリス・ド・ライト 役（主演）
- 平成トイボックス「Bitter swEet.」（2020年10月17日 - 18日、五反田 G5） - 雅 役
- Hiroko Tokumine「Hiroko Tokumine Collection Show 2020[21]」（2020年12月5日、ホテルスプリングス幕張）
- 平成トイボックス「晴天に雨2020 ～あのコと私。～[22]」（2020年12月12日 - 13日、五反田 G5） - 楓／白狐 役[23]
- キミに贈る朗読会「サトラレ～the reading～」（2021年2月13日・14日、MsmileBOX 渋谷）
- Charm「Withered Life」（2021年3月31日 - 4日、ラゾーナ川崎プラザソル） - アマネ 役[24]
- フライドボール企画「ただの嘘と、幸せな嘘」（2021年5月26日 - 30日、新宿・シアターブラッツ） - 坂下りさ 役（初ヒロイン）[25]
- ILLUMINUS『咲女歌劇「咲く声、ふわらと舞い降りて、」[26]』（2021年7月8日 - 13日、池袋・シアターKASSAI） - 枝野えま 役
- 劇団バルスキッチン「志立彩色女学院アイドル科[27]」（2023年9月13日 - 18日、高島平・バルスタジオ） - 西谷義美 役[28]